# The Stanley Parable
The Stanley Parable је интерактивна драма и симулатор ходања дизајниран од стране америчког програмера Дејвија Редена. Игра је првобитно објављена 27. јула 2011. као бесплатни мод за Half-Life 2. Заједно са Вилијамом Пуом, Реден је касније објавио самостални римејк користећи Source engine под именом Galactic Cafe studio. Римејк је подразумевао нове елементе приче и бољу графику. Најављен је и потврђен преко Steam Greenlight у 2012, и објављен је 17. октобра 2013, за Microsoft Windows. Ажурирања која су уследила за игру додала су подршку за OS X 19. децембра 2013, а за Linux 9. септембра 2015. Даље проширено издање под називом The Stanley Parable: Ultra Deluxe је заказано за објаву у 2020. Биће доступно на конзолама и укључиваће додатни садржај..
Игра не садржи борбу или друге секвенце засноване на акцији. Уместо тога, играње подразумева вођење тихог протагонисте под именом Стенли уз нарацију од стране британског глумца Кевана Брајтинга. Како прича напредује, играч је суочен са разилазећим путевима. Играч не мора послушати нараторове предлоге, што ће бити урачунато у причу. У зависности од направљених избора, играч ће се сусрести са различитим крајевима пре него што се игра рестартује. Римејк је рекреирао доста избора оригиналног мода и истовремено додао нове области и токове приче. Оригинални мод, као и римејк, добили су критичке похвале новинара. Критичари су хвалили причу игре и коментаре на изборе и доношење одлука од стране играча.

## Прича
Игра је представљена играчу из перспективе првог лица. Играч се може кретати унаоколо и интераговати са одређеним елементима окружења, попут притискања дугмића или отварања врата, али нема никакву другу контролу.
Прича је примарно презентована играчу од стране наратора. Он објашњава да главни лик Стенли ради у пословној згради, запослен да надгледа податке који стижу преко компјутерског екрана и притиска одговарајуће дугмиће без постављања питања. Једног дана тај екран је празан. Стенли, несигуран у то шта треба да ради, почиње да истражује зграду и налази је лишену људи.
У овој фази, прича се рачва у мноштво могућности, заснованим на изборима играча. Када играч дође у област где је избор могућ, наратор ће предложити којим путем Стенли треба да иде. Играч има опцију да уради супротно од онога што наратор предлаже и уради другу ствар. Ово ће приморати причу да урачуна нови правац који може вратити играча на прави пут или креирати нову причу. На пример, први избор који играч прави је пролазак кроз двоја врата док наратор излаже да је Стенли изабрао врата на левој страни. Играч може изабрати да прати ову причу, што држи нараторову причу на правом путу, или може изабрати врата на десној страни, што изазива наратора да прилагоди своју причу како би вратио играча на „прави” пут. Наратор такође руши четврти зид у неколико наврата приликом руковања одлукама играча. Постоји укупно шест могућих крајева у оригиналном моду, и Реден излаже да је да је потребно приближно сат времена како би их играч све искусио. Римејк нуди више од 10 додатних крајева, као и неколико Ускршњих јаја и друге аспекте игара са одлучивањем. Ultra Deluxe издање ће ово проширити даље.

## Развој

### Half-Life 2мод
Иницијално, само сам желео да направим игру која би била нешто што нисам срео до сада. Волим сваки медиј који мења моја очекивања и изненађује ме, [The Stanley Parable] је врста игре коју бих желео да играм. Волео сам игре читавог свог живота, као и нарацију, али ретко видим нешто интересантно урађено по том питању, па сам се запитао шта би се догодило када би играче поставио против неконвенционалног наратора. Сам корен игре било је само једно питање, знатижеља за тим шта би се догодило ако бисте могли да не послушате наратора, и нисам имао појма, па сам одлучио да је направим и сазнам.

Дејви Реден, 2011 Vice интервју
Дејви Реден, двадесетдвогодишњак у тренутку изласка мода, био је инспирисан да креира The Stanley Parable три године раније, после разматрања типичних токова прича у видео играма, и размишљања шта би се догодило када би играч ишао против те нарације; ово је такође видео као средство ка својој планираној каријери креатора игара. Као играч, Реден је схватио да је већина великих triple-A наслова у то време правила многе претпоставке о играчевом искуству и уклапала то у игру, не обезбедивши одговоре на „шта ако” питања која играч може помислити. Размотрио је да су новије игре које више ангажују играча или његове мисли причом, укључујући Metal Gear Solid серијал, Half-Life 2, Portal, Braid, и BioShock, почеле да прилазе овој празнини, давајући повод играчу да се заустави и размисли о нарацији уместо пуког кретања кроз игру.. Иако му је првобитна намера била самостални пројекат у ком би покушао да направи игру која би постављала питања о томе зашто људи играју видео игре, схватио је да нема других играча који су разматрали исту врсту питања. Одлучио је да направи игру која ће бити тема дискусија играча чак и по завршетку. По Реденовом тврђењу, дизајн за игру био је „Збуни играча на различите начине, хватај га неспремним, или се претварај да је одговор пред њим а потом га нагло уклони”.
Без пређашњег искуства у раду са Source engine, Реден се знатно ослањао на информације и помоћ са викија и форума о Source Development Kit, учећи себе основе. Поред гласа Кевана Брајтинга, The Stanley Parable је потпуно Реденово дело. Корисио је процес аудиција како би пронашао наратора, и увидео да је Брајтинг идеалан за игру. Глас је обезбедио у једном снимању. Реден је желео да игра буде кратка како би играчи искусили све крајеве без трошења прекомерне количине времена поново играјући игру. Кратко трајање игре би му такође допустило да уведе небулозне и бесмислене крајеве, попут „А затим, све било срећно!”, који би у супротном увредили играча као лоша награда за завршавање дуге игре. Већина идеја које је имао за игру су испуњене, али неке су морале бити одбачене услед немогућности да схвати како би радио са њима у оквиру Source engine. У једном случају, хтео је да уведе тренутак у ком би играч морао да притиска дугмиће у складу са нарацијом и исписима на екрану, није могао да схвати како да повеже унос са тастатуре, али је то оставио у игри као „сломљена” загонетка; Касније је хваљен због тога пошто је играчима ово дало утисак мањка контроле док траје нарација. Упркос успеху завршавања игре, Реден је разматрао да је читав пројекат „замарајући” и гуши његову амбицију о каријери, мада су његови напори постали интензивнији када је почео увиђати интерес других играча за ову игру.
Реден је иницијално тестирао игру са пријатељем пре објављивања мода на веб страницу ModDB, неколико недеља пре дипломирања са колеџa. После дипломирања, Реден је отпутовао у Аустралију са намером да отвори бар чија су тема видео игре, попут локала Mana Bar, у коме је радио око годину дана, али су се његови планови променили услед успеха који је постигао мод. Почео је да добија различите понуде за помоћ у изради нових игара као и неколико понуда за посао од стране већих компанија за развој игара које је одбио, будући да у том тренутку то „није била сцена” у којој је желео да ради. Уместо тога, почео је да окупља друге независне програмере за израду унапређене верзије The Stanley Parable, водећи ка потпуно новом наслову у будућности.

### Римејк
Убрзо после објављивања оригиналног мода, Редена је контактирао Вилијам Пу, играч са искуством у креирању окружења у оквиру програма Source engine, и који је претходно освојио Saxxy Award награду за свој рад. Пу је чуо за мод преко других, и импресиониран играњем мода, видео је да Реден тражи помоћ за његово унапређење. Сарађивали су сваког дана у периоду од две године поводом новог мода. Иако је Реден првобитно желео да рекреира оригиналну игру „beat for beat”, разговори са Пуом довели су до одлуке да измене постојећи материјал и додају више, „интерполацију” оригиналне игре, и праве самосталну игру. Римејк је садржао шест крајева оригиналног мода, као и неколико нових. Брајтинг остаје глас наратора у римејку како је Реден сматрао његов глас „половином разлога зашто је игра била успешна”. Додатно, оригинална пратећа музика је креирана за римејк, компонована од стране Блејка Робинсона, Јианиса Јоaнидеса, и Кристиана Бакера.
У току тестирања, Пу је увидео да играчи нису добро одговорили на поседовање унапред замишљене идеје о томе где ће се дивергентни тренуци у игри догодити, што је представљено графиконом рано у игри, и ово је уклоњено. Ипак, Пу је такође увидео да без одређених визуелних наговештаја где се дешавају дивергентни путеви, играчи би често пропустили ове изборе, и додао је елементе попут боја да нагласи могућност избора у овим тренуцима. У оригиналном моду, једна серија избора на кратко води играча у део моделован по угледу на делове игре Half-Life 2. У римејку, Пу и Реден су додали део где играч на кратко искуси уводну шпицу игре Portal, и други где је играч убачен у Minecraft свет. Ови одељци додати су после добијања дозволе од стране креатора, Valve и Маркуса Персона.
За дистрибуцију нове верзије,тим је првобитно разматрао плати колико желиш шему, али су потом тражили услуге Steam Greenlight сервиса, где независни програмери могу затражити гласове од других играча како би Valve накнадно понудио игру кроз Steam. У октобру 2012, игра је успешно одобрена од стране компаније Valve да буде објавњена на платформи Steam након њеног завршетка. Иако је Реден оригинално назвао самосталну верзију The Stanley Parable: HD Remix, одлучио је да уклони разлику у називу, потврђујући да верује у ову верзију као коначну. Верзија OS X (захтева 10.8 или новије) је објављена 19. децембра 2013, а подршка за Linux је додата 9. септембра 2015.
Реден и Пу најавили су да ће римејк бити објављен на платформи Steam 17. октобра 2013, и пропратили су објаву са демо верзијом доступном за играње. Такође су схватили да употреба дела игре, без икаквог контекста, оставља играче збуњенима и узрујанима по питању разумевања тог дела без икаквих додатних монолога. Уместо тога, одлучили су да направе нетрадиционалан демо, који је развијен да играчу пружи осећај игре, користећи исте концепте заблуде и нелинеарног приповедања који су били део оригиналне игре. Реден је изјавио да „најбољи начин да се пренесе срж наше игре је кроз додатни садржај, потпуно одвојен од главне игре, који одликују стил и тон главне игре без икаквих откривених детаља”. Ово укључује део моделован по угледу на чекаоницу, која је била једна од првих ствари дизајнираних за демо. По Редену, „катализовала је осећај да чак и свакодневне радње попут седења у чекаоници су забавне ако нису оно што би „требало” да радимо”. Реден је послао персонализоване верзије демо игре у Game Grumps и Адаму Сеслеру из Revision3 за Let's Play верзије, сваки са неколико снимљених реченица упућених овим играчима; Реден је сматрао да су велике количине прегледа ових снимака добар маркетинг за игру, и да је демо добио слично покриће као и потпуна игра, ефективно помажући да се створи медијска пажња око две игре у трајању од 2 месеца колико је било потребно да се креира специјализован демо.
Августа 2016, Galactic Cafe се удружио са IndieBox, месечним претплатничким сервисом, да праве ексклузивно, јединствено дизајнирано, физичко објављивање игре. Ово ограничено колекционарско издање укључивало је DRM-free CD игре, Званичну пратећу музику игре, упутство, Steam кључ, и разне колекционарске предмете попут „Авантура кравате” и „Егзистенцијалне подлоге за миш”.

### Ultra Deluxe
На The Game Awards 2018 наградама, проширено издање The Stanley Parable названо The Stanley Parable: Ultra Deluxe је најављено за објаву у 2019, за постојеће платформе као и конзоле. Ultra Deluxe је објављено од стране студија Galactic Cafe и Pugh's Crows Crows Crows. Како би подржала конзоле, игра ће бити пренесена на Unity game engine. Додатни садржај биће додат и у ову верзију. Студији су објавили у новембру 2019. да ће игра бити одложена до средине 2020. Како би створили интересовање за Ultra Deluxe издање, римејк је био бесплатан у ограниченом периоду у марту 2020. на Epic Games Store.

## Пријем

### Half-Life 2мод
У прве две недеље од објављивања, мод је преузет више од 90,000 пута. Одговори већине играча били су позитивни, и Реден је постао „интернет сензација преко ноћи међу жестоким гејмерима”.
The Stanley Parable мод добио је похвале новинара као игра која подстиче размишљање и као експериментална игра за коју је потребно кратко време како би је играч искусио. Многи новинари охрабривали су играче да и сами пробају игру, у жељи да избегну спојлере које би се одразило на искуство играча, као и подстицања дискусије на форумима у оквиру својих сајтова. Бен Кучера са Ars Technica сајта приметио је да док игра наводно даје могућност избора играчу, многи од њих на крају немају утицај на њу, како би „се осећали да поседујете више контроле него што је случај”. Брајтингов глас сматран је снажним елементом, пружајући прави суви британски смисао за хумор сложеној нарацији. Алекс Агард из What Culture верује да ће The Stanley Parable „бити сматрана једном од најважнијих пионирских игара свих времена” у периоду транзиције видео игара из забаве у легитиман и поштован уметнички израз.
Игра је почасно поменута за Сеумас Мекнели главну награду као и „Изврсност у нарацији” награду на 15. годишњем Independent Games Festival фестивалу. The Stanley Parable добила је награду почасног признања на IndieCade догађају 2012.

### Римејк
Самостални римејк добио је критичко признање рецензената. На Metacritic сајту, до марта 2020, игра има 88/100 резултат базиран на основу 47 рецензија. Forbes је навео Редена на својој листи за 2013. годину „30 испод 30” лидера у пољу игара за успех и маркетинг игре The Stanley Parable. За свој рад на игри, Вилијам Пу именован је као један од осамнаест „пробојних Британаца” у 2014. од стране BAFTA.
Брена Хилиер из VG247 сматра да самостална игра наглашава тренутне проблеме у писању игара вођених причама, и да „узима ограничења традиционалних игара и користи их за немилосрдно откривање сопствених мана”. Ештон Рејз из The Telegraph публикације сматрао је да игра „нуди... поглед на, не критику... природе конструкције нарације” која може бити фактор у другим играма. Римејк је освојио награду публике и био номинован у категоријама „Изврсност у нарацији”, и „Изврсност у звуку” уз то што је именован за финалисту Сеумас Мекнели главне награде на 2014. наградама фестивала Independent Games Festival. Игра је номинована за „Најбољу причу”, „Најбољу нову игру”, и „Иновације у игри” награде за 2014. BAFTA Video Games Awards награде, док је Брајтингово извођење номиновано за „Извођач” награду. На National Academy of Video Game Trade Reviewers (NAVGTR) наградама 2013, игра је освојила Писање у комедији и Извођење у комедији, главна улога (Кеван Брајтинг као Наратор).

Реден је навео да је више од 100,000 продаја начињено у прва три дана од објављивања; ово је био далеко већи приход него што је очекивао, с обзиром да ће продаје од ова три дана бити довољне да живи комфорно и постане искључиво програмер игара наредних пет година. За годину дана, игра је продаја више од једног милиона копија. Реден је касније објавио додатак за самосталну верзију који прави измене у изгледу инструкционог видеа по угледу на 1950. године који су играчи сматрали увредљивим на расној основи.
Демо за игру је слично дочекан, и Реден га је сматрао кључним делом успеха потпуне игре. IGN-ов Лук Рајли навео је The Stanley Parable демо као један од најбољих шест у видео играма, наводећи како је „потпуно самостална вежба дизајнирана да припреми [играча] за јединствени однос играча и приповедача који чини језгро искуства The Stanley Parable”.
Пратећи римејк, Реден је почео рад на следећем наслову, The Beginner's Guide, који је објављен у октобру 2015, док је Пу основао самостални студио Crows Crows Crows. Прва игра им је била Dr. Langeskov, The Tiger, and The Terribly Cursed Emerald: A Whirlwind Heist, објављена у децембру 2015.

## У популарној култури
У мају 2014, пакет који садржи глас Наратора објављен је за multiplayer online battle arena игру Dota 2.
The Stanley Parable појавио се у трећој сезони серије House of Cards, где председнику Франку Андервуду показују игру романописац и критичар видео игара који пише његову биографију, где је загонетна природа игре коришћена као метафора за тренутна политичка збивања у фиктивном свету серије.

## Белешке
1. 1 2 3  Remake
2. ↑  Технички говорећи, први избор је закључавање врата Стенлијеве канцеларије, у ком закључавање има за резултат јединствен крај, али је избор двоја врата први очигледно представљен играчу.[2]